# Дубейково
Дубейково (бел. Дубейкава) — деревня в Мстиславском районе Могилёвской области Белоруссии. Входит в состав Мушинского сельсовета.

## География
Деревня находится в северо-восточной части Могилёвской области, в пределах Оршанско-Могилёвской равнины, на левом берегу реки Молотовни, на расстоянии примерно 7 километров (по прямой) к юго-юго-западу (SSW) от Мстиславля, административного центра района. Абсолютная высота — 187 метров над уровнем моря.

## История
В конце XVIII века деревня входила в состав Мстиславского воеводства Великого княжества Литовского.
Согласно «Списку населенных мест Могилёвской губернии» 1910 года издания населённый пункт входил в состав Казимирово-Слободской волости Мстиславского уезда Могилёвской губернии. В деревне имелось 11 дворов и проживало 57 человек (31 мужчина и 26 женщин).

## Население
По данным переписи 2009 года, в деревне проживало 43 человека.